# Amigxs da Terra – Federação Anarquista Informal
Os Amigxs da Terra – Federação Anarquista Informal (também chamados de Amigxs da Terra – FAI e apelidados de “quemacoches”) são um grupo anarquista insurrecionário e guerrilha urbana argentina formado no começo dos anos 2010. A organização alcançou fama nacional devido a seus ataques incendiários contra automóveis – especialmente viaturas policiais, como uma forma de propaganda pelo ato entre 2011 e 2014.  O grupo é parte das células latino-americanas da Federação Anarquista Informal/Frente Revolucionária Internacional.

## História
Entre os anos de 2011 e 2014, o grupo reivindicou diversos ataques contra concessionárias, empresas multinacionais, edifícios bancários e governamentais e, principalmente, ataques incendiários ou explosivos a automóveis, frequentemente atingindo a frota policial. Não foram registrados mortos ou feridos em nenhum ataque da organização, e nenhuma investigação chegou a apontar suspeitos e levar a prisões ou detenções.
Os ataques eram reivindicados a partir da internet, por meio de comunicados do grupo. Um dos ataques mais notáveis foi a detonação de uma bomba de gasolina em uma concessionária da Fiat em  Villa Urquiza, em Buenos Aires. Outro ataque que levou o grupo à notoriedade foi realizado nas proximidades da embaixada italiana na Argentina. De acordo com o comunicado correspondente, o grupo dedicou tal ataque à repressão do estado italiano a anarquistas da FAI-FRI.
Os ataques dos chamados “quemacoches” ("queima-carros” em tradução livre) são quase sempre realizados durante a noite ou a madrugada, com o uso de explosivos caseiros e realizados deliberadamente em locais vazios. Somente em 2012, o grupo foi responsável por danos a mais de 200 carros em Buenos Aires. O ultimo ataque reinvindicado pelo grupo foi a queima de carros da polícia federal argentina em 2014. Em 2021, seis carros foram queimados  na cidade de Santa Fé (Argentina) de forma similar ao modo de operação do grupo, mas sem reivindicação.